# Leptonema fortunum
Leptonema fortunum är en nattsländeart som beskrevs av Flint, Mcalpine och Ross 1987. Leptonema fortunum ingår i släktet Leptonema och familjen ryssjenattsländor. Inga underarter finns listade i Catalogue of Life.